# Museo Julio Romero de Torres

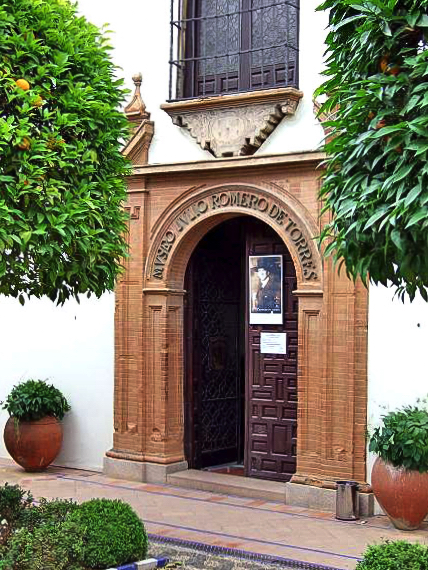
Haupteingang Museo Julio Romero de Torres

Das Museo Julio Romero Torres ist ein öffentliches Kunstmuseum in der Stadt Córdoba in Andalusien.
Das Museum befindet sich am Plaza del Potro Nº 1 im historischen Gebäude des ehemaligen Hospital de la Caridad und beherbergt die bedeutende Sammlung der Werke von Julio Romero de Torres, der 1874 in Córdoba geboren wurde und bis zu seinem Tode 1930 dort lebte und wirkte. Das Museumsgebäude ist seit 1962 in der Kategorie Kulturdenkmal in der Liste Bien de Interés Cultural eingetragen.

## Geschichte
Nach dem Tod von Julio Romero de Torres am 10. Mai 1930 verfügten die Witwe des Künstlers Francisca Pellicer und die Kinder Rafael, Amalia und María, dass alle Werke in den Besitz des spanischen Staates übergehen unter der Bedingung, dass ein Museum einzurichten ist, welches für die Öffentlichkeit frei und kostenlos zugänglich ist.
Am 23. November 1931 wurde das Museum durch den Präsidenten der Zweite Republik Niceto Alcalá-Zamora eingeweiht. 1992 wurde das Museum mit neuen Lichtinstallationen und Sicherheitssystemen versehen.
Im Juni 2005 schloss das Museum seine Türen für eine Totalrenovierung, die auch eine Grundsanierung zur Erhaltung des Gebäudes beinhaltet hat. Am 24. Januar 2012 wurde das Museum wieder eröffnet.

## Liste der ausgestellten Werke
Folgende Werke werden in sechs unterschiedlichen Räumen nach Themen gruppiert ausgestellt:
| - Alegrías - Amor místico - Ángeles - Ángeles y Fuensanta - Arcángel San Rafael - Bendición - Boceto de Ysolina Gallego - Cabeza de santa - Cabeza de vieja - Cabeza empezada - Cabeza sin terminar - Camino de bodas - Cante hondo - Carmen - Cartel corrida benéfica de toros - Cecilia Roballo - Concepción Magacén - Concepción Ruiz Frías - Conchita Triana - Contrariedad - Córdoba 1912 - Córdoba 1916 - Diana - El cohete - El pecado - En la ribera - Encendiendo la mecha | - Escritor Cristóbal de Castro - Eva - Flor de Santidad - Fragmento de un retrato - Fuensanta - Horacio de Castro Carboné - Horas de angustia - Isabel Llopis de Luque - La Argentinita - La chiquita buena - La chiquita piconera - La Condesa de Colomera - La copla - La escopeta de caza - La gracia - La muerte de Santa Inés - La nieta de Trini - La niña de la jarra - La niña de la rosa - La niña del candil - La sibila de las Alpujarras - La Virgen de los faroles - Magdalena - Manuel Ruiz Maya - Margarita Nelken - María de la O - María Pilar | - Marta - Mary Luz - Ministro Barroso y Castillo - Mira qué bonita era! - Monjita - Mujer de Córdoba - Mujer de la pistola - Naranjas y limones - Nieves - Nocturno - Nuestra Señora de Andalucía - Ofrenda al arte del toreo - Poema de Córdoba - Poeta Joaquín Alcaide Zafra - Rafaela - Retrato de Amalia Romero de Torres - Retrato de don José Antonio Gómez - Retrato de joven - Retrato de María Aguilar - Retrato de Ysolina Gallego - Rosarillo - Salomé - Salud - Samaritana - Tte. General Diego Muñoz Cobos y Serrano. - Viva el pelo |